# Karl August zu Hohenlohe-Kirchberg

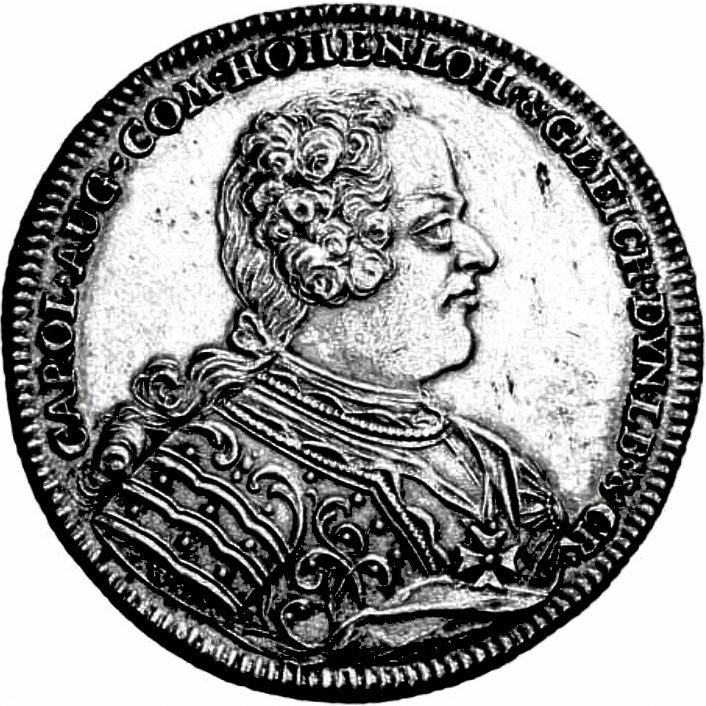
Karl August von Hohenlohe und Gleichen zu Kirchberg, 1737 anlässlich des Todes seines Vaters

Karl August zu Hohenlohe-Kirchberg (* 6. April 1707 in Kirchberg; † 17. Mai 1767 ebenda) aus dem fränkischen Hochadelsgeschlecht Hohenlohe war Landesherr der Grafschaft bzw. des Fürstentums Hohenlohe-Kirchberg, von 1737 bis 1764 als regierender Reichsgraf und ab 1764 als Reichsfürst.
Von 1737 bis 1764 war seine volle Titulatur: Carl August, Graf von Hohenlohe und Gleichen, Herr zu Langenburg und Crannichfeld, jetzt regierender Graf und Herr zu Kirchberg.
Von 1764 bis zum Tode war seine volle Titulatur: Durchlauchtigster Fürst Carl August, regierender Fürst zu Hohenlohe-Kirchberg, Graf zu Gleichen, Herr zu Langenburg und Kranichfeld etc. etc.

## Abstammung
Karl August war der Sohn von Friedrich Eberhard zu Hohenlohe-Kirchberg (1672–1737) und dessen Ehefrau Gräfin Friederike Albertine von Erbach-Fürstenau (1683–1709), Tochter des Grafen Georg Albrecht II. zu Erbach-Fürstenau. Der Fürst hatte drei Geschwister, die bis auf die älteste Schwester, die das 51. Lebensjahr erreichte, wenige Zeit nach ihrer eigenen und vor seiner Geburt starben:
- Louise Dorothea (* 3. März 1703; † 24. Oktober 1753),
- Sophia Albertina (* 7. August 1704; † 5. Mai 1706) und
- Ernst Friedrich Albrecht (* und † 20. Januar 1706).[5]

## Leben
Karl August zu Hohenlohe-Kirchberg regierte ab 1737 als Graf und als Fürst zu Hohenlohe-Kirchberg von 1764 bis zu seinem Tode 1767.
Er war kaiserlicher Geheimer Rat, sowie Ritter des Weißen Adler- und des Roten Adlerordens, des Württembergischen Jagdordens und des Ordre de l’union parfaite. Karl August besaß als Landesherr nicht nur selbst das Münzregal, er war auch sehr an der Numismatik interessiert und begeisterter Münzsammler. Zwar hatten seine Vorfahren schon 1621 in Langenburg und Kirchberg Münzstätten errichtet, doch gingen diese 1623 schon wieder ein. Karl Augusts Vater Friederich Eberhard hatte keine Münzen prägen lassen, daher griff der Sohn anlässlich des Todes seines Vaters die Tradition der hohenlohischen Münzherren wieder auf und ließ zum Andenken des Vaters einen Gedenktaler prägen, wie alle folgenden Münzen in Nürnberg, wo die Münzmeister einen guten Ruf genossen.

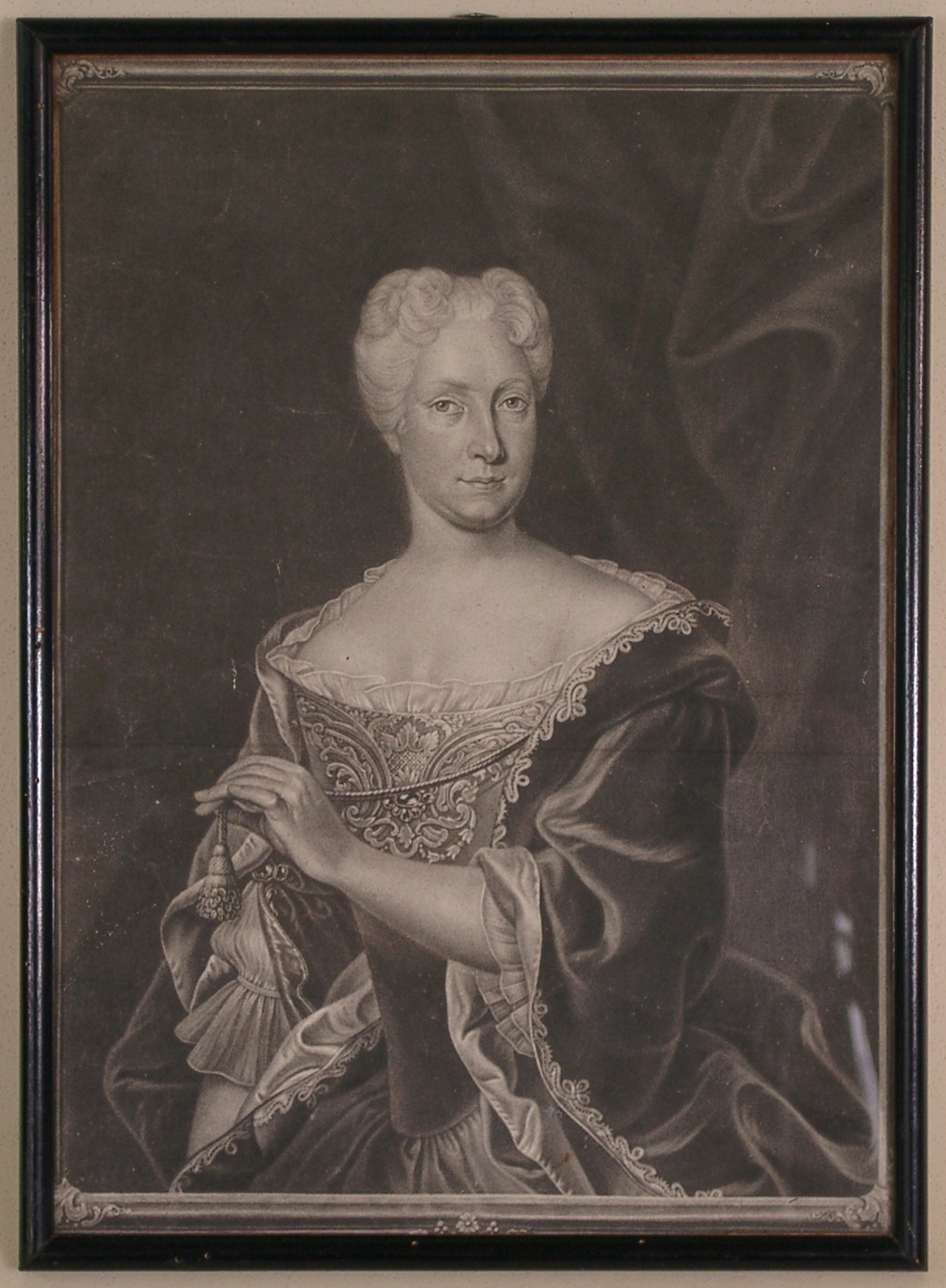
Charlotte Amalie von Wolfstein, jung verstorbene erste Gattin Karl Augusts

Am 4. Januar 1728 heiratete er Charlotte Amalie, Gräfin von Wolfstein (1706–1729). Sie war eine der beiden Töchter des Christian Albert, des letzten Grafen von Wolfstein (1671–1740), Herr zu Ober-Sulzbürg und Pyrbaum, und der Augusta Friederica, Tochter des Grafen Johann Friedrich I. von Hohenlohe-Öhringen (1617–1702). Das Paar hatte einen Sohn:
- Christian Friedrich Karl (1729–1819), welcher zu den Allodialerben seines Großvaters mütterlicherseits gehörte, des letzten Grafen von Wolfstein.[10]

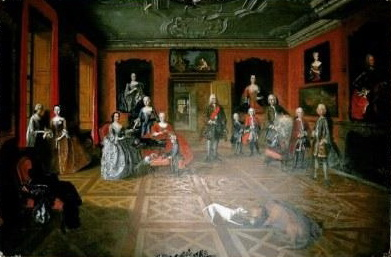
Das große Familienstück, Karl August zu Hohenlohe-Kirchberg und seine Familie (Johann Valentin Tischbein, um 1745/47)

Am 1. Juni 1730 heiratete er Susanne Margarete Louisa, Gräfin von Auersperg (1712–1748), Tochter des Grafen Wolf Engelbert zu Auersperg (1664–1723), Herr zu Altschloss-Burgstall. Das Paar hatte neun Kinder:
- Christiane Friederike (1731–1787),
- Friedrich Wilhelm (1732–1796),
- Karl Ferdinand August (1734–1744),
- August Ludwig (1735–1780),
- Sophie Magdalena (1736–1743),
- Friedrich Eberhard (1737–1804), Prinz zu Hohenlohe-Kirchberg,
- Karoline Auguste Marie (*/† 1739),
- Auguste Eleonore Luise (*/† 1741),
- Karl Albrecht (1742–1743).

Die Schwester seiner ersten Frau, seine Schwägerin Henrietta (1707–1749), geborene Gräfin von Wolfstein, war 1748 Witwe des Grafen Carl Maximilian von Giech und Mutter von vier minderjährigen Söhnen: Christian Friedrich Carl, Carl Ludwig, Carl Wilhelm und Carl Heinrich. Als solche trug sie ihrem Schwager Karl August die Mit-Vormundschaft über ihre Kinder an, die er auch annahm.
Am 21. Januar 1749 heiratete er Caroline Sophie, Gräfin zu Hohenlohe-Neuenstein-Oehringen (1715–1740). Sie war eine Schwester von Fürst Ludwig Friedrich Karl zu Hohenlohe-Neuenstein-Oehringen. Das Paar hatte zwei Kinder:
- Friedrich Karl (1751–1791), ⚭ I. Friederike Caroline Gräfin zu Löwenstein-Wertheim-Virneburg (1757–1839). Die Ehe wurde 1785 geschieden, ihr entstammte der Fürst und Standesherr Karl Friedrich Ludwig zu Hohenlohe-Kirchberg (1780–1861). ⚭ II. 1787 Christiane Louise, Gräfin zu Solms-Laubach, Tochter des Grafen Christian August zu Solms-Laubach.
- Sophie Juliane Marie Friederike Karoline (1753–1755).

Nach dem Tod seines Vaters im Jahr 1737 wurde Karl August zunächst regierender Reichsgraf zu Hohenlohe-Kirchberg; erst 1764 Reichsfürst. Der italienische Architekt Leopoldo Retti baute 1738 und in den folgenden Jahren für Karl August das Schloss Kirchberg in seiner Residenz Kirchberg an der Jagst im Stil des Spätbarock um. Mit dem Maler Johann Valentin Tischbein schloss der nachmalige Fürst 1744 einen Arbeitsvertrag. Der Künstler durfte damit den Amtstitel „Hochgräflich Hohenlohe-Kirchberg'scher Hofmaler“ tragen und wohnte ab 1746 in Kirchberg im sogenannten „Eberhardsbau“.

## Belege und Anmerkungen
1. ↑  Johann Justus Herwig: Entwurf einer genealogischen Geschichte des hohen Hausses Hohenlohe, Schillingsfürst 1796, S. 190.
2. ↑  Johann Gottfried Biedermann: GENEALOGIE der Hohen Grafen Häuser im Fränkischen Crayse, Band 1, Erlangen 1745, S. 28.
3. ↑  Hohenlohe-Zentralarchiv Neuenstein, Gemeinschaftliche Archive des Gesamthauses Hohenlohe, Sammlungen und Selekte, Druckschriften, Bestellsignatur: GA 97, Nr. 30.
4. ↑  Erbach-Fürstenau, Georg Albrecht II. Posthumus Graf zu, In: Hessische Biografie (Stand: 15. April 2021)
5. ↑  Johann Justus Herwig: Entwurf einer genealogischen Geschichte des hohen Hausses Hohenlohe, Schillingsfürst 1796, S. 189.
6. ↑  Franz Carl Wissgrill: Schauplatz des landsässigen Nieder-Oesterreichischen Adels vom Herren- und Ritterstande, Band I, Wien 1794, S. 273.
7. 1 2  Joseph Konrad Albrecht: Münzgeschichte des Hauses Hohenlohe, vom dreizehenten bis zum neunzehenten Jahrhundert, 1846, S. 52.
8. ↑  Jahrbücher der Literatur, Band 117, Wien 1847, S. 77 f.
9. ↑  Carl Günther Ludovici: Grosses vollständiges Universal-Lexicon Aller Wissenschafften und Künste, Leipzig und Halle 1748, S. 1321.
10. 1 2 3  Andreas Lazarus von Imhof: Neu-eröffneter Historischer Bilder-Saal, 1744, S. 875 f. Anton Friedrich Büsching: Neuer Erdbeschreibung dritten Theils, Band 2, Hamburg 1761, S. 1656.
11. ↑  Franz Carl Wissgrill: Schauplatz des landsässigen Nieder-Oesterreichischen Adels vom Herren- und Ritterstande, Band I, Wien 1794, S. 272.
12. ↑  Ludwig Pernice: Die staatsrechtlichen Verhältnisse des gräflichen Hauses Giech, Halle 1859, S. 114–116.
13. ↑  Wilhelm Wanscher: Artes: monuments et mémoires, Band 5, 1937, S. 77.
14. ↑  Hans Bauer: Geheimnisvolles Franken, Teil 3, 2006, S. 52.

| Personendaten    | Personendaten                             |
| ---------------- | ----------------------------------------- |
| NAME             | Hohenlohe-Kirchberg, Karl August zu       |
| ALTERNATIVNAMEN  | Hohenlohe-Kirchberg, Karl August Fürst zu |
| KURZBESCHREIBUNG | deutscher Fürst und Politiker             |
| GEBURTSDATUM     | 6. April 1707                             |
| GEBURTSORT       | Kirchberg an der Jagst                    |
| STERBEDATUM      | 17. Mai 1767                              |
| STERBEORT        | Kirchberg an der Jagst                    |